# One Milkali (One Blood)
«One Milkali (One Blood)» (укр. Одна кров) — пісня австралійського дуету Electric Fields, з якою вони представлятили Австралію на Пісенному конкурсі Євробачення 2024 в Мальме, Швеція після внутрішнього відбору національним мовником SBS. Пісня вихваляє культуру австралійських аборигенів, вшановує спільноту члена гурту Заахаріаги Філдінга й містить текст двома мовами – англійською та янкунитятяра.

## Про пісню
«One Milkali (One Blood)» написали учасники Electric Fields — Майкл Росс і Заакарая Філдінг. Пісня написана англійською, але має рядки мовою янкунитятяра. За словами Філдінга, ця мова була додана як спосіб вшанувати його громаду в Мімілі в Ананґу Пітянтятяра Янкуритятяра, також відомих як APY.
«One Milkali (One Blood)» була написана у 2019 році як потенційна пісня для участі в Eurovision — Australia Decides того року. Пісня спочатку була натхненна картиною австралійських аборигенів під назвою Milkali Kutju, яку написав Роберт Філдінг, батько Заакараї, що символізує некорінних австралійців та австралійських аборигенів, які працюють разом.
У пресрелізі, опублікованому SBS, дует заявив, що назва «One Milkali (One Blood)» посилається на підтримку єдності. У SBS високо оцінили культуру австралійських аборигенів, заявивши: «Культура аборигенів має спосіб знаходити вихід ситуації… Вам не потрібно нападати на когось, щоб отримати те, що ви хочете. Ви можете фактично обговорити це». В аналіз «One Milkali (One Blood)», написаному Себастьяном Діасом з Wiwibloggs, стверджується, що пісня закликає всіх членів суспільства об'єднатися як єдине ціле заради більшого блага. Майкл Росс, учасник Electric Fields, також заявив про бажання використовувати пісню як «інструмент для зцілення» у світлі війни між Ізраїлем та Хамас.

## Пісенний конкурс Євробачення 2024

### Внутрішній відбір
5 грудня 2023 року австралійський мовник Пісенного конкурсу Євробачення, Special Broadcasting Service (SBS), офіційно підтвердив участь у Євробачення 2024. 15 лютого 2024 року в SBS оголосили, що внутрішньо вибрали пісню та учасника для конкурсу. Фрагмент пісні був випущений за два дні до офіційного релізу з метою просування Electric Fields. 5 березня «One Milkali (One Blood)» офіційно оголосили австралійською заявкою для участі на Євробаченні 2024.

### На Євробаченні
Пісенний конкурс Євробачення 2024 відбувся на Мальме-Арені в Мальме, Швеція, і складатиметься з двох півфіналів, які пройшли 7 і 9 травня відповідно, і фіналу 11 травня 2024 року. Під час жеребкування 30 січня 2024 року Австралія потрапила до другої половини першого півфіналу шоу та виступила під 13 номером. Пісня «One Milkali (One Blood)» здобула 41 бал від глядачів та посіла 11 місце, що зупинило Австралію за крок до фіналу Євробачення 2024.

Фрагменти виступу на Євробаченні 2024
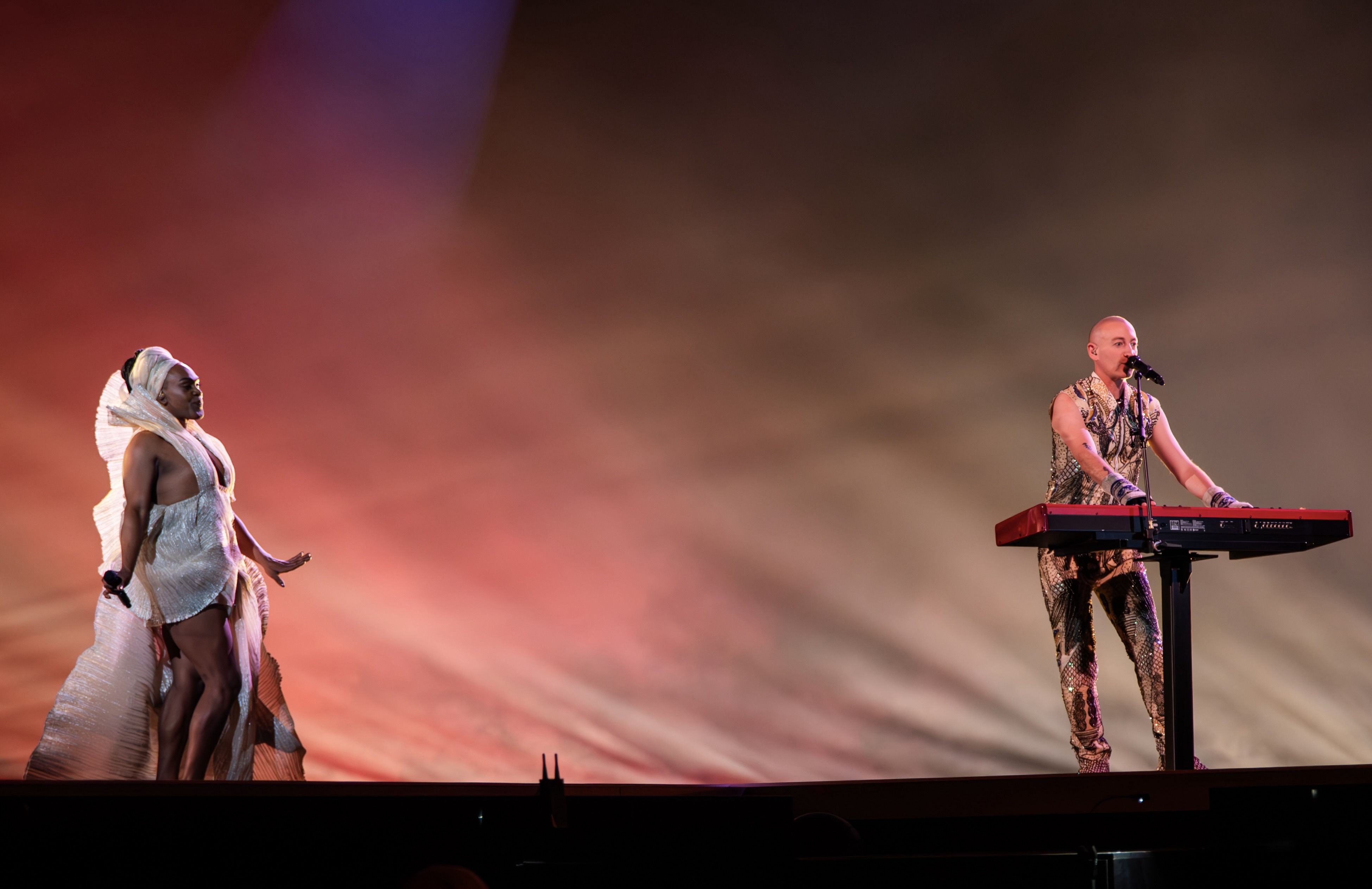
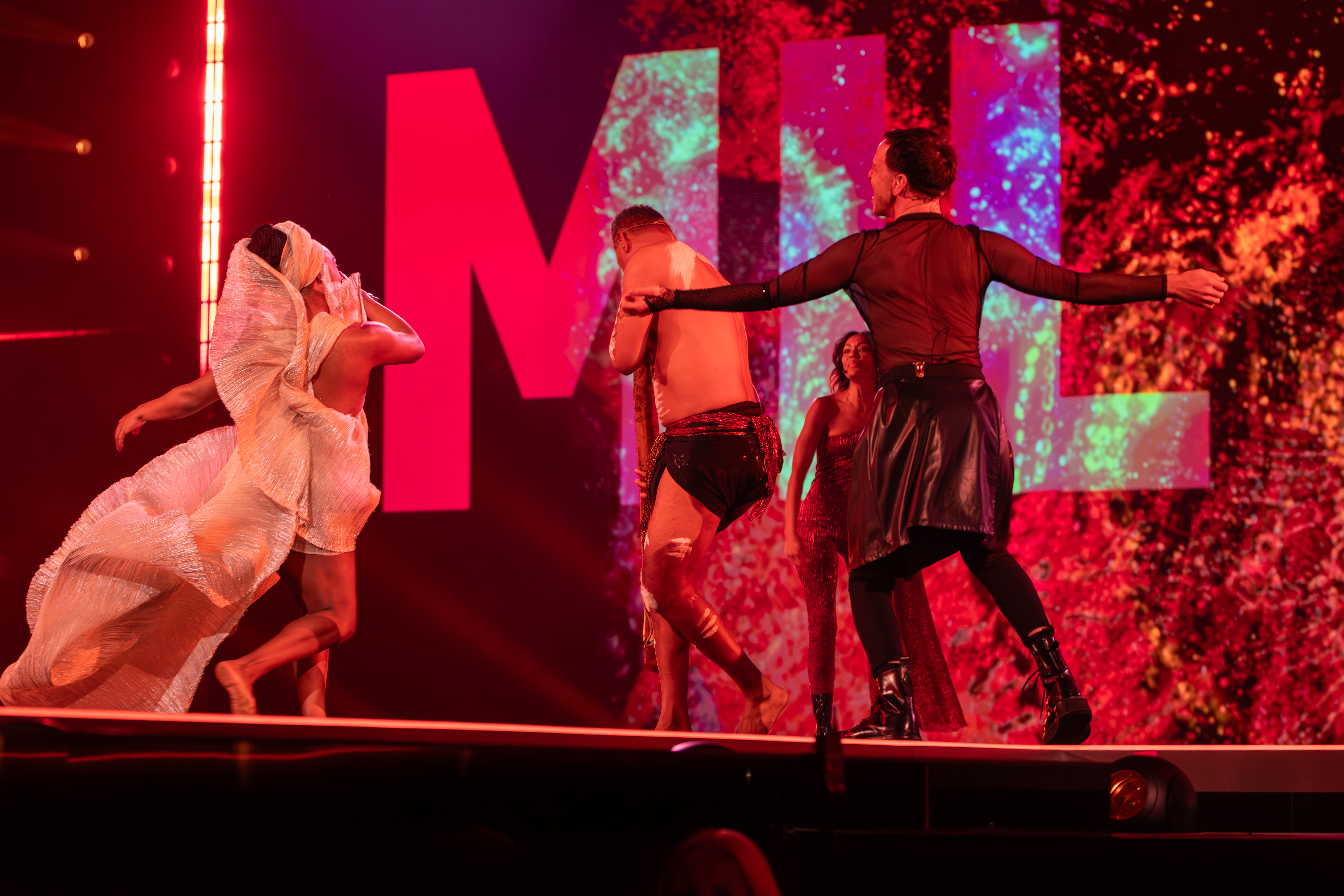
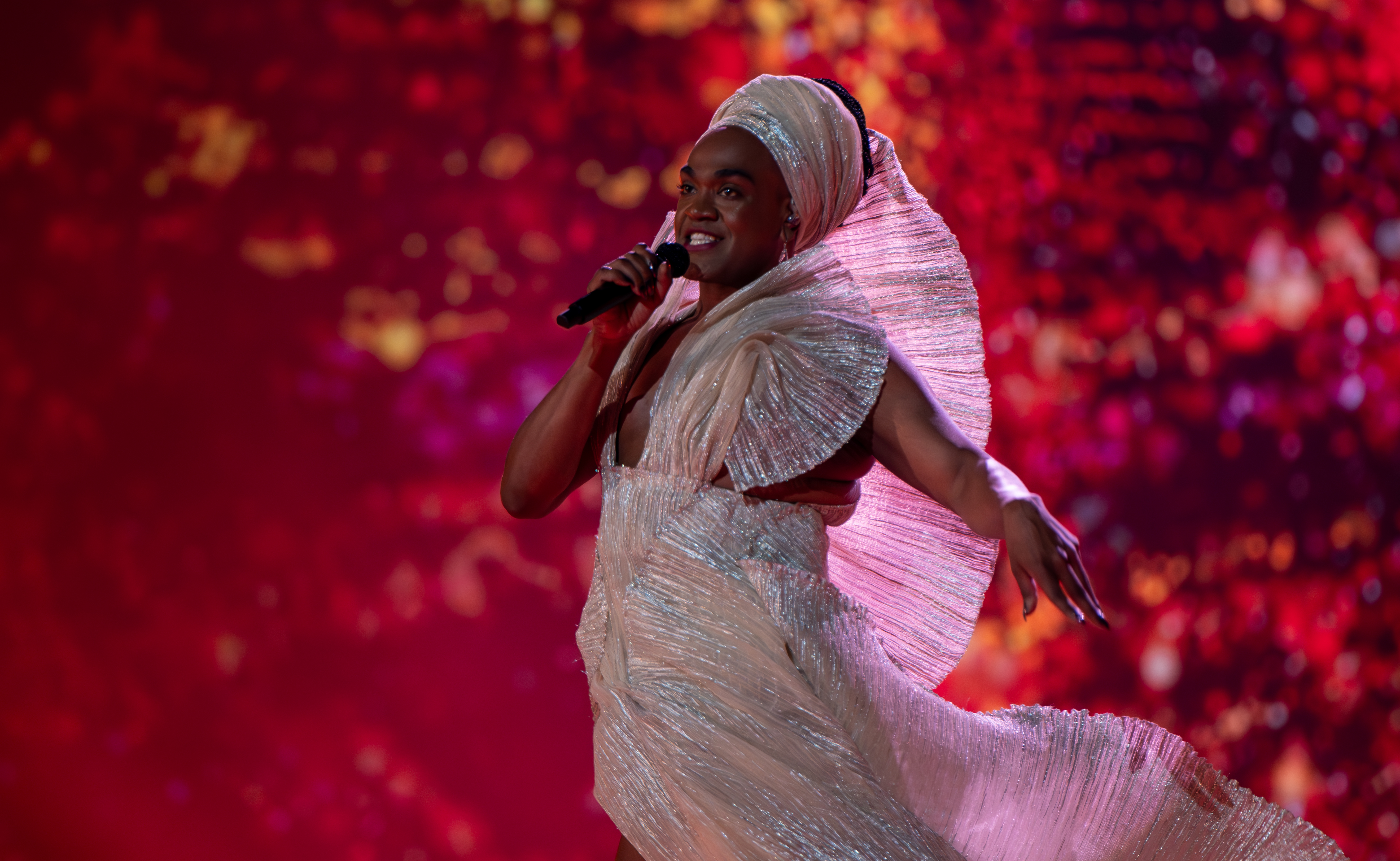
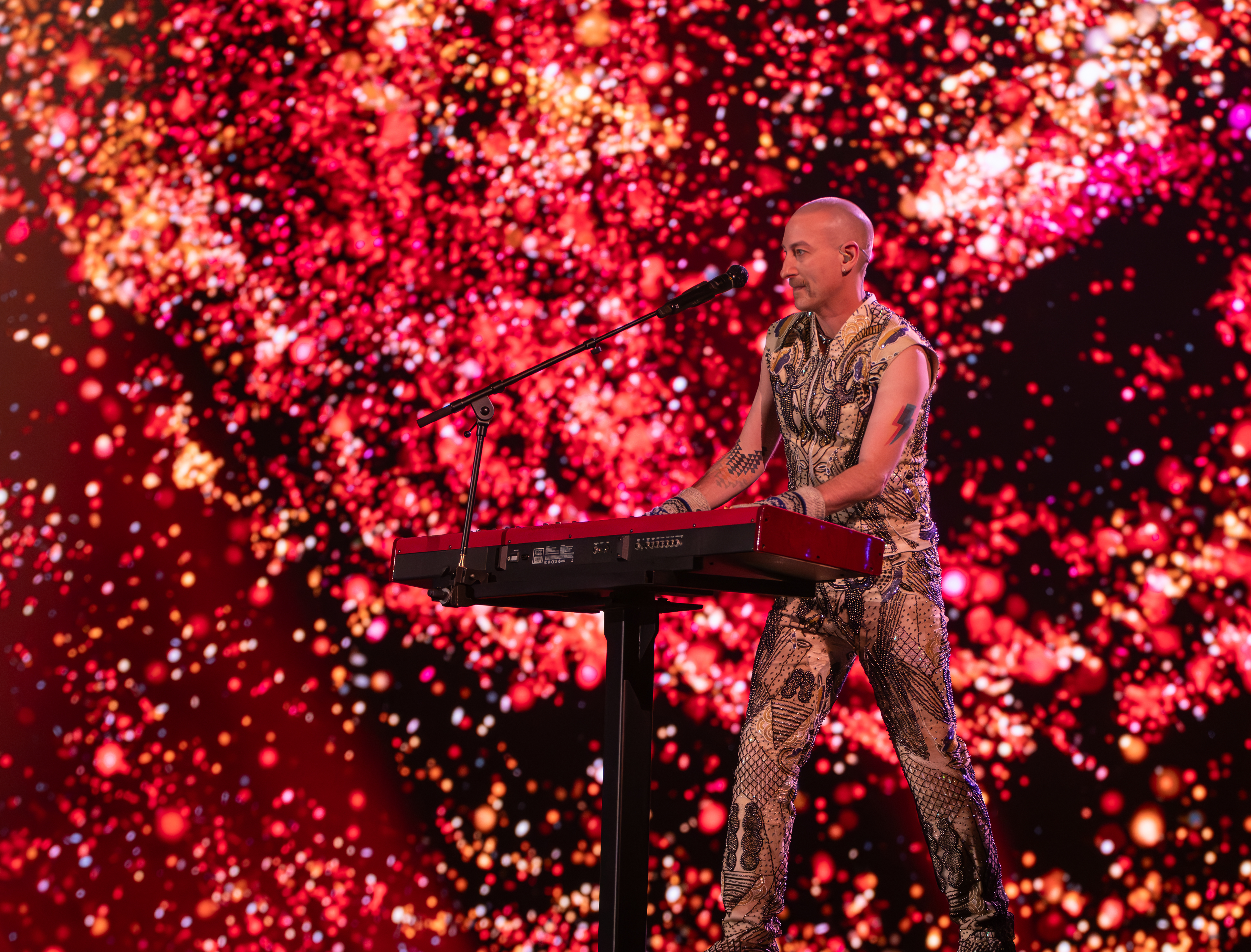
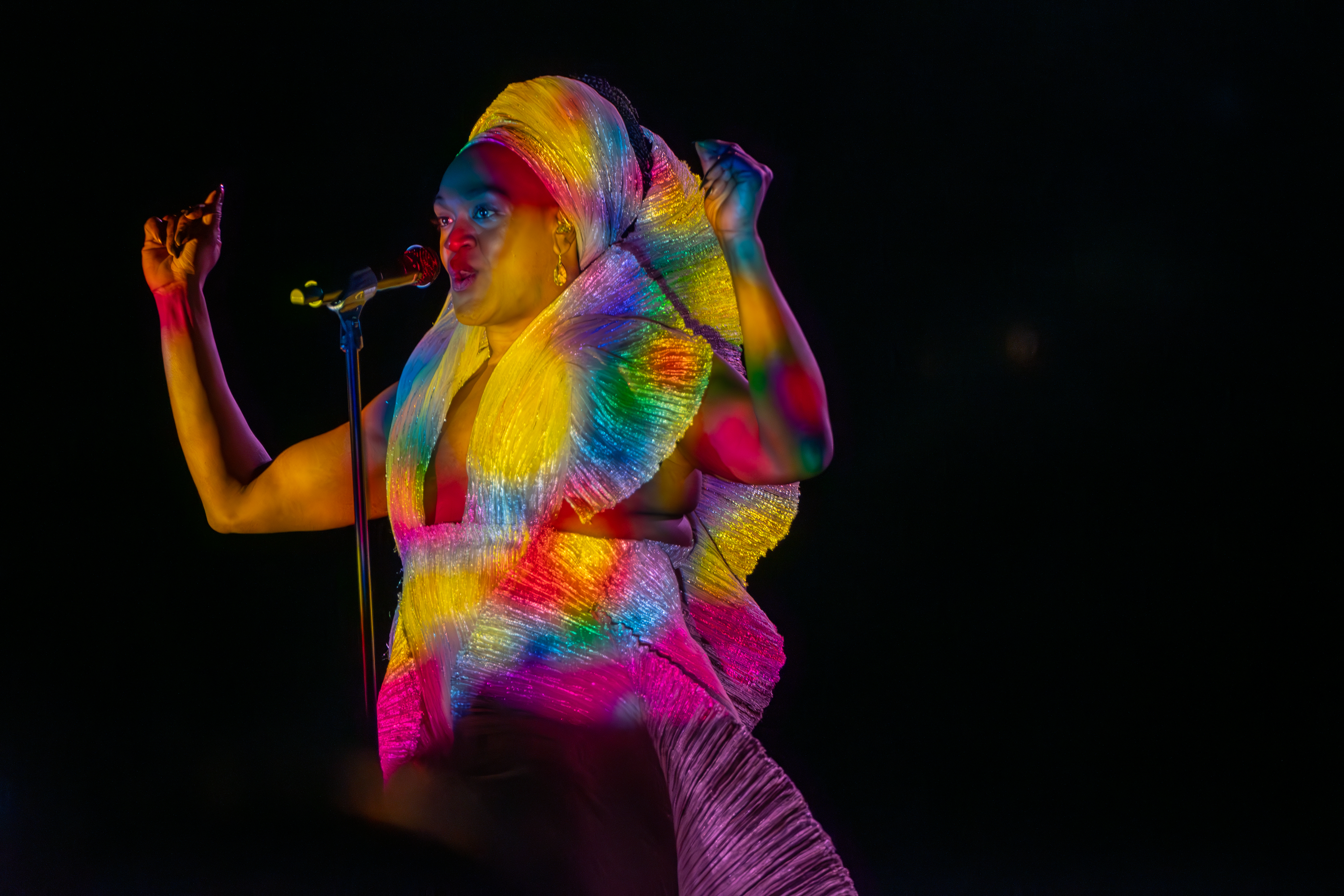
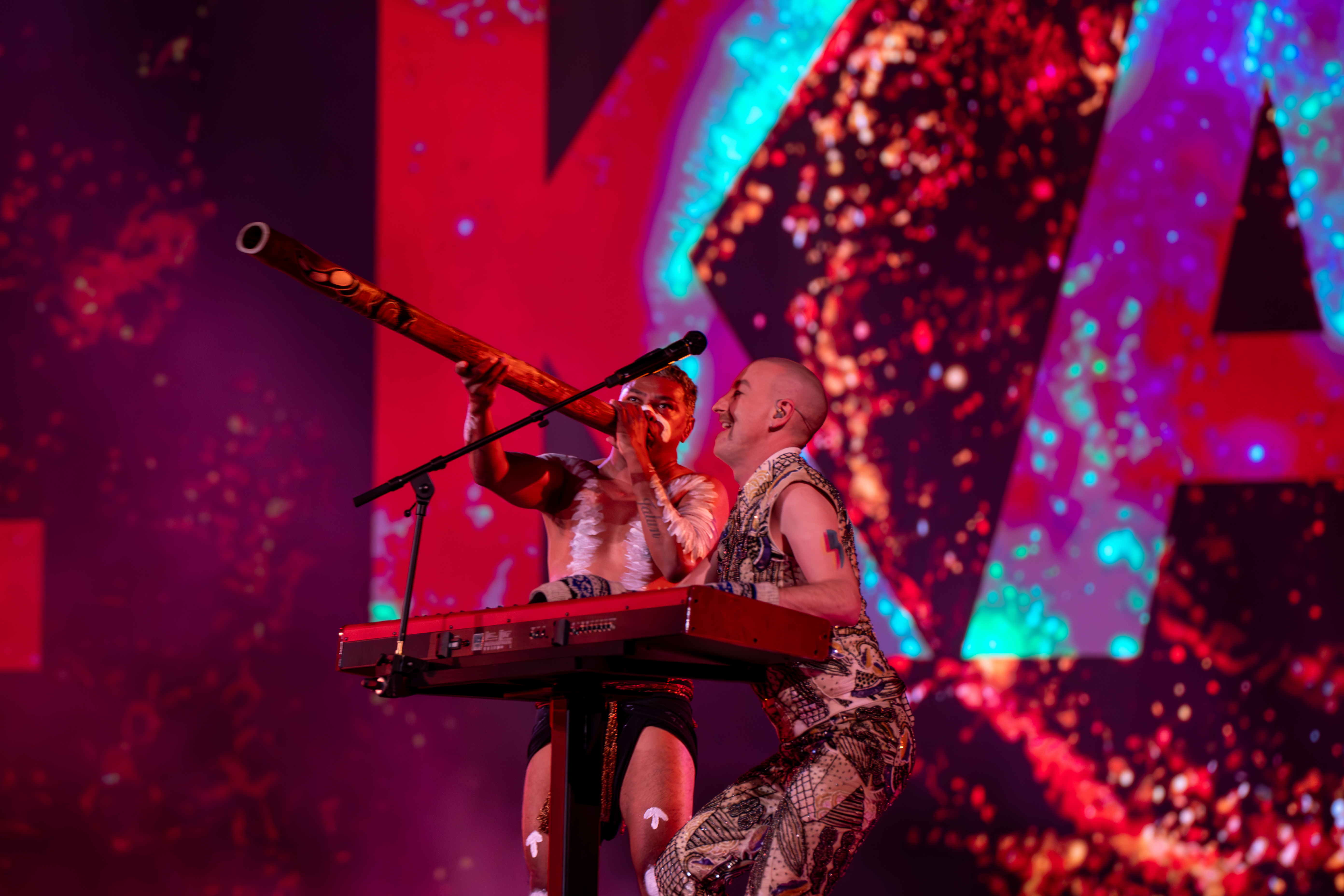
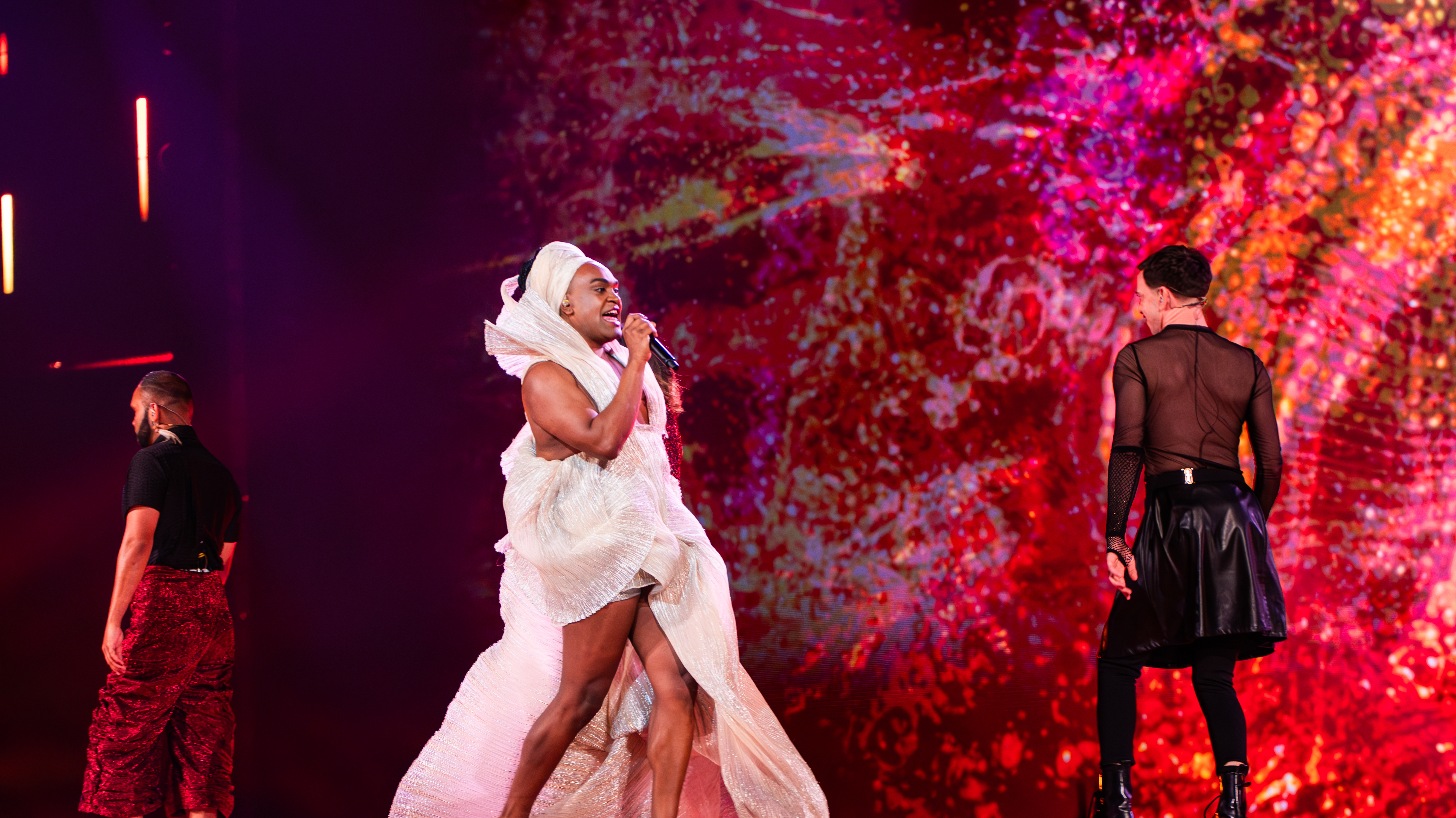